# Ellweiler
Ellweiler là một đô thị ở huyện Birkenfeld, bang Rheinland-Pfalz, nước Đức. Đô thị Ellweiler có diện tích 7,46 km².